# 細疏彎鮃
細疏彎鮃為輻鰭魚綱鰈形目鰈亞目牙鮃科的其中一種，為亞熱帶海水魚，分布於中西大西洋加勒比海海域，棲息在底層水域，生活習性不明。

## 扩展阅读
維基物種上的相關：細疏彎鮃